# Лофф, Джинетт
Джине́тт Лофф (англ. Jeanette Loff), имя при рождении — Джане́тт Клари́нда Лав (англ. Janette Clarinda Lov; 9 октября 1906[…], Орофино, Айдахо — 4 августа 1942[…], Лос-Анджелес, Калифорния) — американская актриса

, певица и органист.

## Биография и карьера

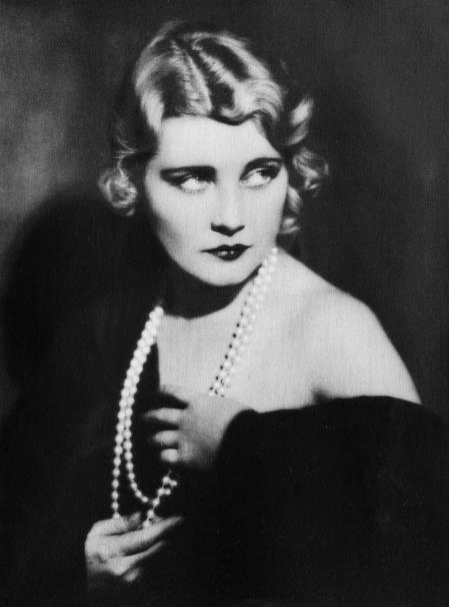
Лофф в журнале Photoplay в июне 1929 года

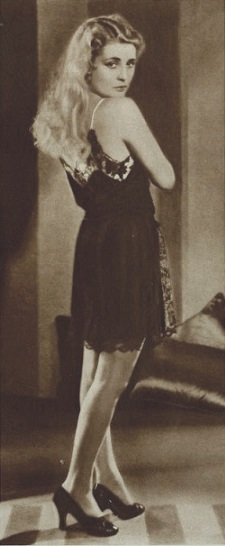
Лофф в журнале Photoplay в январе 1930 года

Джанетт Кларинда Лав, позже известная как Джинетт Лофф, родилась 9 октября 1906 года в Орофино, штат Айдахо, США, став старшей из трёх дочерей в семье Мариуса Джея (1878—1961) и Инги (в девичестве Лосет; 1885—1971) Лав. Отец Лофф, работавший фермером и парикмахером, а также игравший на скрипке в местных оркестрах, был американцем в первом поколении, родившимся в семье датчан. Её мать также была американкой в первом поколении, родившейся в семье норвежцев. Мариус перевёз семью в Оттертейл, штат Миннесота, где Лофф жила со своей младшей сестрой — Айрин Милдред (1907—1993). В 1912 году семья переехала в Вадену, провинция Саскачеван, Канада, где Мариус открыл парикмахерскую. Уже в Вадене у Лофф родилась вторая сестра — Миртл Доротея (1914—1957). Лофф училась в средней школе Льюистона.
В возрасте 11 лет Лофф сыграла главную роль в театральной постановке «Белоснежка и семь гномов». В 16 лет она была лирическим сопрано и играла главную роль в оперетте «Охотники за сокровищами». Когда ей было 17, семья переехала в Портленд, штат Орегон, где Лофф продолжила получать музыкальное образование в консерватории Эллисона-Уайта. Она играла на органе в театрах Портленда под именем «Джен Лав» и пела театральные прологи во время школьных каникул. С 1926 года и до завершения карьеры в 1934 году она появилась более чем в двадцати фильмах, играла в музыкальных пьесах и с оркестрами. Выступление Лофф в качестве вокалистки в ревю Пола Уайтмена «Король джаза» было высоко оценено Мордонтом Холлом в обзоре New York Times и принесло ей премию журнала Photoplay.

## Личная жизнь и смерть
С 1926 по 1929 год Лофф была замужем за Гарри К. Роузбумом. С 19 ноября 1936 года и до своей смерти она была замужем за бизнесменом Бертрамом Эли Фридлобом.
1 августа 1942 года Лофф проглотила аммиак у себя дома в Беверли-Хиллз, получив серьёзные химические ожоги горла и рта. Три дня спустя, 4 августа, она умерла от осложнений отравления аммиаком в Лос-Анджелесе на 36-м году жизни. Коронеры не смогли определить, проглотила ли она аммиак случайно или намеренно. Лофф страдала от заболевания желудка и, возможно, перепутала бутыльки, случайно приняв аммиак вместо лекарства. Хотя её смерть нельзя однозначно считать несчастным случаем или самоубийством, семья Лофф утверждала, что её убили. Она похоронена на кладбище Форест-Лоун в Глендейле, штат Калифорния.

## Фильмография

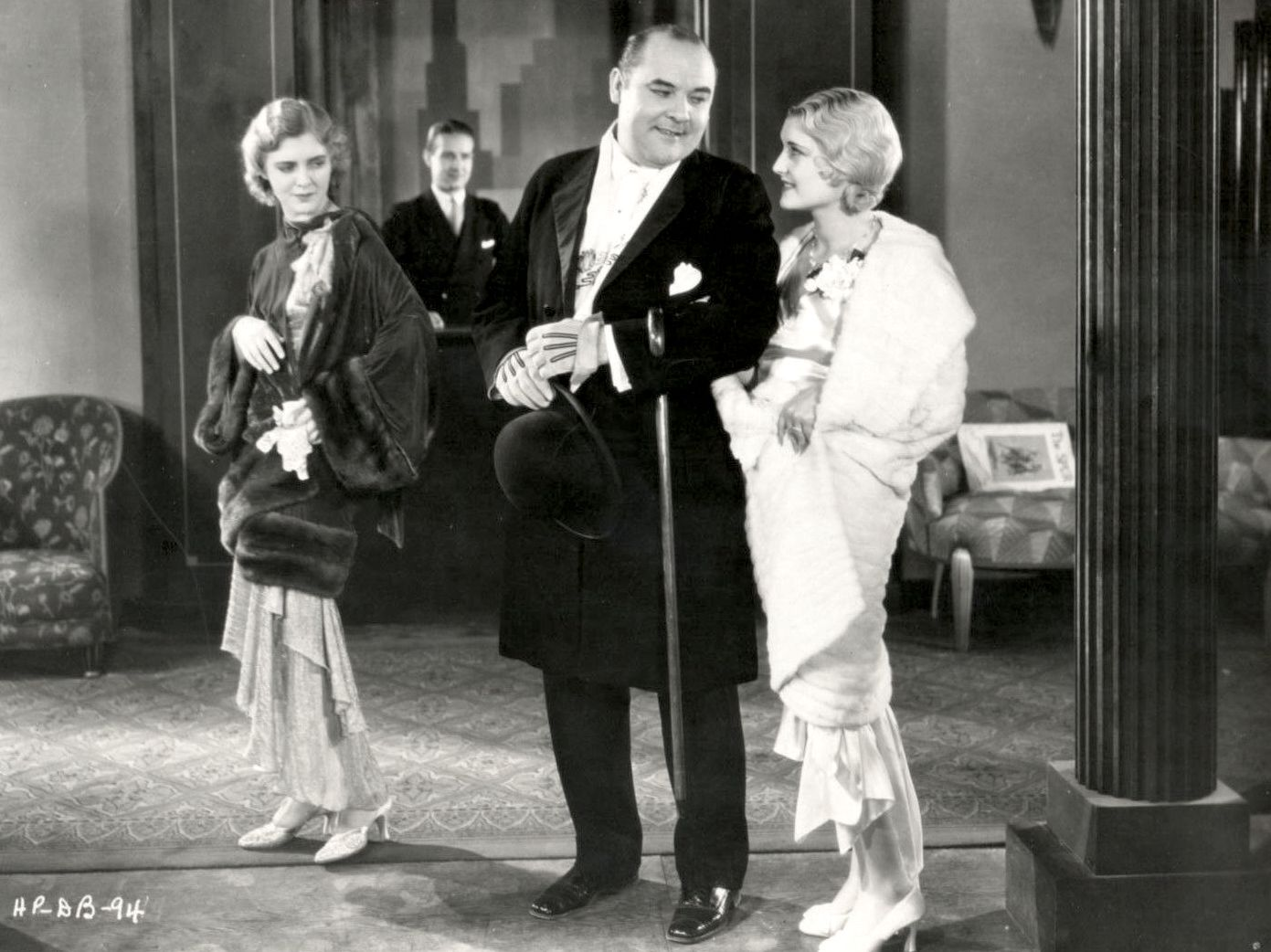
Лофф (справа) в фильме «Тусовщица» (1930)

| alt=Ключ Обозначает, что фильм утерян, частично утерян или предположительно утерян. Обозначает утерянный или предположительно утерянный фильм | Обозначает утерянный или предположительно утерянный фильм |

| Год  |     | Русское название             | Оригинальное название  | Роль                     |
| ---- | --- | ---------------------------- | ---------------------- | ------------------------ |
| 1926 | ф   | Молодой апрель               | Young April            | —                        |
| 1926 | кор | Коллегианы                   | The Collegians         | студентка                |
| 1927 | ф   | Хижина дяди Тома             | Uncle Tom’s Cabin      | зрительница аукциона     |
| 1927 | ф   | Мой друг из Индии            | My Friend from India   | Мэрион / Рут Брукс       |
| 1928 | ф   | Человек без лица             | The Man Without a Face | —                        |
| 1928 | ф   | Держи их, Йель               | Hold ’Em Yale          | Хелен Брэдбери           |
| 1928 | ф   | Чёрный туз                   | The Black Ace          | Мэри                     |
| 1928 | ф   | Женщины, сделанные человеком | Man-Made Women         | Марджори                 |
| 1928 | ф   | Аннаполис                    | Annapolis              | Бетти                    |
| 1928 | ф   | Любовь на одну ночь          | Love Over Night        | Джинетт Стюарт           |
| 1929 | ф   | Война калибра .45            | .45 Calibre War        | Рут Уоллинг              |
| 1929 | ф   | Второкурсник                 | The Sophomore          | Барбара Ланге            |
| 1929 | ф   | Рэкетир                      | The Racketeer          | Милли Чапман             |
| 1930 | ф   | Тусовщица                    | Party Girl             | Эллен Пауэлл             |
| 1930 | ф   | Король джаза                 | King of Jazz           | вокалистка               |
| 1930 | ф   | Увидеть жажду Америки        | See America Thirst     | женщина                  |
| 1930 | ф   | Будуарный дипломат           | The Boudoir Diplomat   | Грета                    |
| 1930 | ф   | Бороться до конца            | Fighting Thru          | Элис Молден              |
| 1934 | ф   | Женщина из Сент-Луиса        | St. Louis Woman        | Лу Моррисон              |
| 1934 | кор | Герцог на день               | A Duke for a Day       | Глория Блоссом           |
| 1934 | кор | Бенни из Панамы              | Benny, from Panama     | Джинетт Фой              |
| 1934 | ф   | Убежище                      | Hide-Out               | блондинка №2 с горничной |
| 1934 | ф   | Флирт                        | Flirtation             | Нэнси Пул                |
| 1934 | ф   | Малышка на миллион           | Million Dollar Baby    | Рита Рэй                 |